# Терамо (футбольный клуб)
«Терамо» — итальянский футбольный клуб из одноимённого города, выступающий в Лиге Про, третьем по силе дивизионе чемпионата Италии. Основан в 1913 году, реорганизован в 2008 году. Домашние матчи проводит на арене «Стадио Гаэтано Бонолис», вмещающем 7498 зрителей. «Терамо» никогда в своей истории не поднимался в Серию А и Серию Б, лучшим достижением клуба является победа в Лиге Про в сезоне 2014/15, однако в дальнейшем он был лишён этой победы за участие в договорных матчах. Всего в третьем итальянском дивизионе клуб провёл 20 сезонов. В 2008 году клуб претерпел процедуру банкротства и был реорганизован.